# Jednostka redakcyjna tekstu prawnego
Treść tego artykułu od 2023-10 należy opracować w taki sposób, aby nie uwypuklała nadmiernie polskiej specyfiki / aby nie zawężała się tylko do polskich warunków
 Po wyeliminowaniu niedoskonałości należy usunąć szablon {{Dopracować}} z tego artykułu.
Jednostka redakcyjna tekstu prawnego – forma zapisu pojedynczych zdań w tekście prawnym aktu normatywnego. Budowę i nazewnictwo takich jednostek regulują zasady techniki prawodawczej.
Jednostki redakcyjne wg nich to:
- artykuł
- paragraf
- ustęp
- punkt
- litera
- tiret
- podwójne tiret.

Szczególną częścią tych jednostek w przypadku wyliczenia (przed punktem, literą, tiret lub podwójnym tiret albo po nich) jest zdanie wstępne do wyliczenia, a może być również część wspólna po wyliczeniu.
Jednostki zachowują ciągłość swojej numeracji (nie dotyczy to tiret ani podwójnego tiret), ale możliwa jest nowelizacja poprzez dodanie nowej z literą (np. art. 29a) lub indeksem (co według obecnych ZTP nie jest dopuszczalne, np. art. 291).